# Венгрия на Всемирных военных играх
Венгрия принимает участие во Всемирных военных играх с самого их начала: в летних Играх с 1995 года, в зимних Играх с 2010 года.
На летних Играх военнослужащие-спортсмены Венгрии завоевали (с учётом результатов летних Игр 2019 года) всего 19 медалей, из них 3 золотых, в медальном зачёте занимают 42-е место; на зимних Играх (с учётом результатов зимних Игр 2017 года) ни одной медали не завоевали.

## Медальный зачёт

### Медали на летних Всемирных военных играх
| Игры                | Золото | Серебро | Бронза | Всего | Место |
| 1995 Рим            | 1      | 0       | 2      | 3     | 27    |
| 1999 Загреб         | 0      | 0       | 0      | 0     | —     |
| 2003 Катания        | 0      | 6       | 3      | 9     | 25    |
| 2007 Хайдарабад     | 0      | 1       | 0      | 1     | 41    |
| 2011 Рио-де-Жанейро | 0      | 1       | 0      | 1     | 44    |
| 2015 Мунгён         | 1      | 0       | 0      | 1     | 37    |
| 2019 Ухань          | 1      | 3       | 1      | 5     | 25    |
| Всего               | 3      | 10      | 6      | 19    | 42    |